# Scinax nasicus
Scinax nasicus es una especie de anfibios de la familia Hylidae.
Habita en Argentina, Bolivia, Brasil, Paraguay y Uruguay.
Sus hábitats naturales incluyen bosques tropicales o subtropicales secos, sabanas secas, zonas templadas de arbustos, zonas de arbustos, praderas parcialmente inundadas, lagos de agua dulce, marismas de agua dulce, tierra arable, pastos, plantaciones, jardines rurales, zonas previamente boscosas ahora muy degradadas, zonas de almacenamiento de agua, estanques, canales y diques.

## Referencias

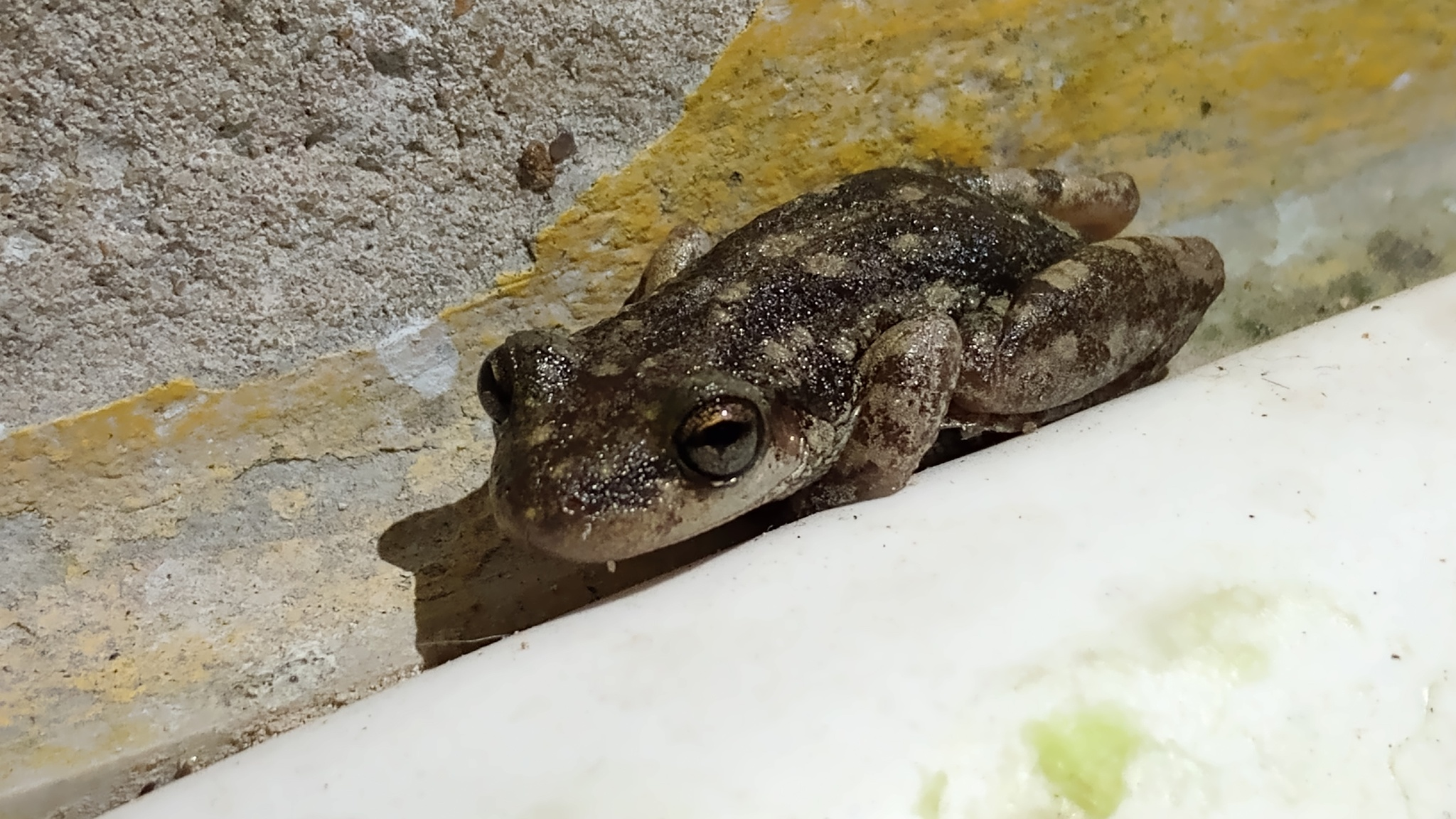
Ranita hocicuda (Scinax nasicus) en Reserva Natural del Pilar, Bs.As. Argentina.